# Cardedu
Cardedu (sardinski: Cardèdu) je grad i općina (comune) u pokrajini Nuoru u regiji Sardiniji, Italija. Nalazi se na nadmorskoj visini od 19 metara i ima 1 909 stanovnika.
 Prostire se na 33,39 km². Gustoća naseljenosti je 57 st/km².
Susjedne općine su: Bari Sardo, Gairo, Jerzu, Lanusei, Osini i Tertenia.